# Diệp hạ châu Nha Trang
Diệp hạ châu Nha Trang (danh pháp: Phyllanthus nhatrangensis) là một loài thực vật có hoa trong họ Diệp hạ châu. Loài này được Beille mô tả khoa học đầu tiên năm 1927.